# Caradrina aspersa
Caradrina aspersa là một loài bướm đêm trong họ Noctuidae.